# Dorjee Khandu

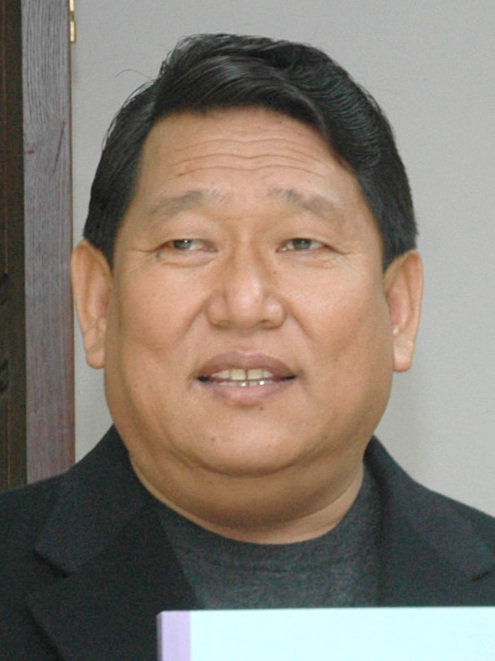
Dorjee Khandu, 2009

Dorjee Khandu (* 3. März 1955 im Dorf Gyangkhar, Tawang, Arunachal Pradesh; † 30. April 2011 bei einem Hubschrauberabsturz in der Nähe des Dorfes Sela Pass, Tawang, Arunachal Pradesh) war ein indischer Politiker des Indischen Nationalkongresses (INC) und zuletzt von 2007 bis zu seinem Tod Chief Minister von Arunachal Pradesh.

## Leben

### Teilnahme am Bangladesch-Krieg und Minister in Arunachal Pradesh
Khandu entstammte einer einfachen buddhistischen Familie aus dem indigenen Volk der Monba. Nachdem er nur eine geringe formale Schulbildung erhalten hatte, nahm er bereits als 16-Jähriger am Bangladesch-Krieg von 1971 teil und war insgesamt sieben Jahre im Militärnachrichtendienst der indischen Streitkräfte tätig. Für seine herausragenden Verdienste und seine Tapferkeit während des Bangladesch-Krieges wurde er ausgezeichnet.
1980 wurde er erstmals Mitglied der Organisation Anchal Amiti und engagierte sich für die entlegenen Dörfer des gebirgigen Bundesstaates, wobei er sich insbesondere in seinem Heimatdistrikt Tawang für den Bau von Wasserversorgungs- und Kommunikationseinrichtungen, Elektrizitätsversorgung und Schulbauten einsetzte. Darüber hinaus wurden auf seine Initiative hin kulturelle und kooperative Gesellschaften in Tawang gegründet. Eine von ihm geleitete Kulturgruppe nahm 1982 am Kulturprogramm ASIAD der Asian Games in Neu-Delhi teil und gewann dort eine Silbermedaille.
Seine eigentliche politische Karriere begann 1983, als er ohne Gegenkandidaten zum Vizepräsidenten des Distriktrats (Zilla Parishad) im Distrikt West Kameng von Arunachal Pradesh gewählt wurde und diese Funktion bis 1987 innehatte. Ebenfalls ohne Gegenkandidaten wurde er im März 1990 im Wahlkreis Mukto erstmals zum Mitglied der Arunachal Pradesh Legislative Assembly (des Parlaments des Bundesstaates) gewählt.
Nach seiner Wiederwahl im März 1995 wurde er außerdem vom damaligen Chief Minister von Arunachal Pradesh Gegong Apang zuerst zum Staatsminister für Kooperation ernannt, ehe er als Minister für Viehwirtschaft, Veterinärdienste und Milchwirtschaftsentwicklung in das Kabinett berufen wurde. Zwischen 1998 und 2006 übernahm er nach einer Regierungsumbildung das Amt des Energieministers im Kabinett Apang und wurde 1999 erneut ins Parlament gewählt. Daneben war er auch Minister für Bergwerke, Wohlfahrt und Rehabilitation sowie Krisenmanagement.

### Chief Minister von Arunachal Pradesh
Sein Engagement zugunsten der einfachen Landbevölkerung trug letztlich mit dazu bei, dass er am 9. April 2007 Nachfolger von Gegong Apang als Chief Minister von Arunachal Pradesh wurde, gegen den er zuvor eine parteiinterne Revolte angeführt hatte.
Nachdem die Führung der Kongresspartei seine Nachfolge zunächst abgelehnt hatte, begab er sich mit den meisten der Abgeordneten des INC in der Arunachal Pradesh Legislative Assembly zu einem Protestmarsch nach Neu-Delhi, der dazu führte, dass die Führung des Indischen Nationalkongresses zehn Tage seine Nachfolge akzeptierte.
Nach der Ablegung des Amtseides am 9. April versprach er, die staatseigene APEX Cooperative Bank mit ihren landesweit 32 Filialen wieder zu eröffnen, nachdem diese zwei Jahre zuvor wegen eines Kreditbetrug in Höhe von 200 Crore (2 Milliarden) Rupien den Geschäftsbetrieb einstellen musste. Innerhalb weniger Wochen gelang ihm die Bereitstellung eines Kredits in Höhe von 225 Crore Rupien und einer Investitionszusage vom Energiekonzern National Hydroelectric Power Corporation (NHPC), so dass die Wiedereröffnung der Bank ermöglicht wurde und die Entschädigung der Kleinanleger, die überwiegend aus den ärmeren Bevölkerungsschichten stammten, beginnen konnte.
Seine Popularität wuchs weiter, als er die Eröffnung des Regionalbüros der Bundespolizei in Itanagar verlangte, um grundlegende Untersuchungen zum Diebstahl von Staatseigentum durchzuführen.
2009 wurde er abermals ohne Gegenkandidaten in das Parlament des Bundesstaates gewählt und am 25. Oktober 2009 für eine zweite Amtszeit als Chief Minister von Arunachal Pradesh bestätigt. Die vom indischen Premierminister Manmohan Singh am 31. Januar 2010 angekündigte Sonderzahlung von 24.000 Crore Rupien an den Bundesstaat ließen Khandus Beliebtheit nochmals anwachsen.
Dorjee Khandu kam am 30. April 2011 bei einem Hubschrauberabsturz ums Leben. Der Hubschrauber mit Khandu und vier anderen Personen an Bord wurde auf dem Weg von Tawang nach Itanagar vermisst. Vier Tage später wurden seine Trümmer in den Bergen des Distrikts Tawang gefunden. Nachfolger Dorjee Khandus als Chief Minister von Arunachal Pradesh wurde Jarbom Gamlin.
Dorjee Khandus ältester Sohn Pema Khandu war seit dem Jahr 2000 ebenfalls in der Kongresspartei aktiv und ab dem Jahr 2011 Minister in der Regierung von Arunachal Pradesh. Am 17. Juli 2016 wurde er nach längeren parteiinternen Auseinandersetzungen zum Chief Minister von Arunachal Pradesh gewählt.